# Def Jam Recordings
Def Jam Recordings (укр. «Деф Джем») — американський хіп-хоп-лейбл звукозапису, заснований Ріком Рубіном у 1984 році. Цей лейбл є підлейблом Universal Music Group. На лейблі випускалися такі виконавці, як LL Cool J, DMX, Jay-Z, Method Man, Redman, Ja Rule, Ludacris, Ghostface Killah, Young Jeezy, Рік Росс, The Roots, Fabolous, Nas, Juelz Santana, Ne-Yo, Rihanna та багато інших.

## Історія

### 1980-ті: Початок
Def Jam заснував Рік Рубін, коли ще навчався у Нью-Йоркському університеті, офісом була його кімната у гуртожитку. Незабаром до нього приєднався Расселл Сіммонс. Першими релізами Def Jam Recordings, що вийшли в 1984 році були міні-альбоми LL Cool J I Need A Beat і Beastie Boys Rock Hard. Першим повнорозмірним альбомом був Radio LL Cool J у грудні 1985 року. Ліора Коен став президентом Def Jam в 1988, після чого Рік Рубін залишив компанію, заснувавши American Recordings.

### 1990-ті
На початку 1990-х, попри виходи мультиплатинових альбомів LL Cool J та Public Enemy, Def Jam зіткнувся із серйозними фінансовими проблемами та був на межі закриття. Порятунком стало придбання в 1994 році PolyGram п'ятдесятивідсоткової частки компанії, що раніше належала Sony. Це дозволило Def Jam випустити альбом Warren G Regulate... G Funk Era, який став мультиплатиновим і вдихнув нове життя в лейбл. Наступними вдалими альбомами стали Mr. Smith LL Cool J у 1995 і Ill Na Na Фоксі Браун у 1996. PolyGram збільшує ще на 10% свою частку в Def Jam Recordings у 1996 році.
У червні 1997 року Def Jam стає дистриб'ютором Roc-A-Fella Records, купує 50% компанії і Def Jam досягає ще більшого успіху з репером Jay-Z, який став головною зіркою лейбла до кінця десятиліття.
У 1997 році через продюсера Irv Gotti Def Jam підписали контракт з виконавцем DMX. Перший студійний альбом DMX, It's Dark and Hell Is Hot, вийшов 12 травня 1998 року, а його співпродюсером став Ірв Готті. Альбом дебютував і посів перше місце в Billboard 200, а за перший тиждень було продано понад 250 000 копій. Згодом альбом розійшовся тиражем у чотири мільйони копій в Америці, отримавши 4-платиновий сертифікат від RIAA, і продавши п’ять мільйонів копій в усьому світі. Успіх альбому спонукав Ліора Коена кинути виклик DMX швидко записати ще один альбом, щоб ще один альбом вийшов протягом того ж календарного року. Другий студійний альбом DMX, Flesh of My Flesh, Blood of My Blood, вийшов 22 грудня 1998 року, і одразу ж посів перше місце в Billboard 200. Альбом розійшовся тиражем понад 670 000 копій за перший тиждень після випуску, а згодом було продано понад чотири мільйони примірників. DMX стверджував, що Def Jam заробив 144 мільйони доларів від продажів його перших двох альбомів.
У 1998 році PolyGram купили Seagrams і він увійшов до Universal Music Group. Def Jam та Island Records об'єднали в Island Def Jam Music Group. Крім того, починаючи з 1998 року, готуючись до 2000 року, Def Jam рекламував і спонсорував нову кампанію Def Jam 2000. Def Jam 2000 була основною назвою на альбомах Def Jam з 1998 року до кінця грудня 2000 року. Рассел Сіммонс продав свою частку в Def Jam в 1999 за наявними даними за $100 млн і зосередився на інших своїх проєктах, зокрема лінії одягу Phat Farm.
Також у 1999 році лейбл почав розповсюджувати релізи Murder Inc. Records, щойно заснованого лейбла, яким керував колишній виконавчий директор Def Jam A&R і продюсер Ірв Готті. Виконавцями лейбла були Ja Rule, Ashanti та Lloyd. Першим релізом від Murder Inc. Records під Def Jam був дебютний студійний альбом Ja Rule Venni Vetti Vecci, випущений 1 червня 1999 року. Він потрапив до трійки найкращих у Billboard 200 і став платиновим у США. 10 жовтня 2000 року Def Jam і Murder Inc. випустили другий студійний альбом Ja Rule, Rule 3:36. Закріплений успіхом синглів Between Me and You і Put It on Me, альбом дебютував під номером один у Billboard 200 і згодом став тричі платиновим.
Наступного року вона запустила ще одну дочірню компанію, Def Jam South, яка зосереджувалася на південному репі та розповсюджувала релізи від таких лейблів, як Disturbing tha Peace, до списку артистів якого входили Ludacris, Chingy, Shawnna, Bobby Valentino та Playaz Circle. Расселл Сіммонс призначив Scarface як оригінального керівника Def Jam South. У лютому 2009 року президентом південного підрозділу Def Jam South було призначено DJ Khaled.

### 2000-ні
У 2000 році лейбл відкрив підрозділи у Німеччині та Японії.
У січні 2003 року Murder Inc. Records став центром розслідування про відмивання грошей, пов’язаних із незаконним отриманням прибутку від торгівлі наркотиками, що призвело до остаточного звільнення лейбла від дистриб’юторського контракту до 2005 року. Def Jam також заблокував випуски альбомів Murder Inc. і TVT Records. Це призвело до того, що TVT подала до суду на Def Jam, звинувачуючи у порушенні прав, шахрайстві та протиправному втручанні, вигравши 132 мільйони доларів у суді, але пізніше було зменшено до 126 000 доларів після того, як Universal і Def Jam оскаржили рішення, стверджуючи, що існування угоди між сторонами означало, що їх поведінка була лише порушенням контракту, а не шахрайством.
Останні акції Roc-A-Fella Records були продані Island Def Jam у 2004 році за 10 мільйонів доларів. До того часу Roc-A-Fella і Def Jam почали кар'єру репера-продюсера Каньє Веста. Його дебютний альбом The College Dropout розійшовся тиражем у понад два мільйони копій. 8 грудня 2004 року Jay-Z став президентом Def Jam. Давні ветерани лейблу LL Cool J і DMX (останній з яких мав п’ять альбомів номер один під лейблом протягом 1998 і 2003 років), а також новий підписант Джо Бадден висловив невдоволення керівництвом Jay-Z. 24 грудня 2007 року він оголосив, що залишить цю посаду після закінчення контракту в 2008 році, залишаючись на контракті як виконавець. Також у 2004 році лейбл підписав контракт з Young Jeezy.
Під керівництвом Jay-Z Def Jam започаткував успішну кар'єру сучасних R&B-співаків Ріанни та Ne-Yo. Наприкінці 2007 року, після того, як він випустив American Gangster, Jay-Z вирішив не продовжувати свій контракт як президент і генеральний директор Def Jam, і заснував свою компанію Roc Nation.

### 2010-ті
У березні 2011 року було оголошено, що колишній керівник Warner Bros. Records Джоі Манда стане першим президентом Def Jam після Jay-Z. Приблизно влітку 2011 року, після того, як Universal Music розпустила Universal Motown Republic Group, Motown Records перейде під парасольку Island Def Jam.
1 квітня 2014 року було оголошено, що Island Def Jam Music Group більше не працюватиме після відставки генерального директора Баррі Вайсса. Def Jam Recordings зараз працює як самостійний лейбл у складі Universal Music Group. На початку 2017 року Def Jam підписав контракт із Danileigh. Стів Бартелс обіймав посаду президента та генерального директора Def Jam з 2013 року, доки 3 серпня 2017 року не було опубліковано оголошення про те, що в січні 2018 року менеджер Емінема та співзасновник Shady Records Пол Розенберг буде призначений головою та генеральним директором Def Jam.
17 вересня 2019 року на щорічній конференції музичної індустрії Music Matters, яка проходила в Сінгапурі, було оголошено про запуск Def Jam South East Asia. Того ж місяця Def Jam повторно підписали контракт з LL Cool J і DMX після дев'яти та чотирнадцяти років відповідних розривів з лейблом.

### 2020-ті
21 лютого 2020 року Пол Розенберг залишив свої посади голови та генерального директора Def Jam. Його змінив керівник відділу комерційних справ Universal Music Джеффрі Харлстон, який натомість взяв на себе тимчасовий контроль над лейблом. Того листопада Def Jam створив новий британський лейбл під назвою 0207 Def Jam. Реєстр Великобританії наразі складається зі Stormzy. Def Jam також поширився на Африку зі створенням Def Jam Africa.
9 квітня 2021 року ветеран лейблу DMX помер у лікарні Вайт-Плейнс через тиждень після передозування наркотиками, що призвело до летального серцевого нападу. Через місяць Def Jam випустив його посмертний альбом Exodus, який потрапив до першої десятки Billboard 200. Два цифрові альбоми найбільших хітів DMX також були доступні для стримінгу: A Dog's Prayer і The Legacy.
Пізніше того ж року Снуп Догг став виконавчим консультантом Def Jam. Снуп погодився на прохання Харлстона та взяв на себе роль консультанта в липні. У серпні 2021 року Харлстон оголосив, що замінить себе на посаді тимчасового президента Def Jam на колишнього виконавчого директора Interscope/RCA Тунджі Балогуна.
Наприкінці жовтня 2022 року Def Jam припинив партнерство з GOOD Music, лейблом Каньє Веста, у відповідь на його антисемітські та прорасові висловлювання. Хоча Веста уже вигнали з лейбла після випуску Donda 29 серпня 2021 року.

## Поточні артисти
- 070 Shake
- Adekunle Gold
- Алессія Кара[51]
- Alif
- Amir Obè
- Armani White
- Benny the Butcher
- Beau Young Prince
- Big Sean
- Bru-C
- Cleo Ice Queen
- Coco Jones[52][53]
- Daboyway
- Dave East
- DJ Khaled
- Fabolous
- Fredo Bang
- Hit-Boy[54]
- Jadakiss
- Jeezy
- Jeremih
- Джене Айко
- Джастін Бібер
- Kaash Paige
- Krept and Konan
- Lady Sovereign
- LAVI$H
- Lil Scrappy
- Ludacris
- Muni Long
- Nasty C
- Potter Payper
- Public Enemy
- Rick Ross
- Rocko
- Stormzy
- Теяна Тейлор
- Toya Johnson
- Trouble
- YG[55]

## Українські виконавці
У 2019 році польський офіс лейблу підписав контракт із українським реп-гуртом Kalush.